# Volodymyr Hrojsman
Volodymyr Borysovytj Hrojsman (ukrainska: Володимир Борисович Гройсман), född 20 januari 1978 i Vinnytsia i Ukrainska SSR i Sovjetunionen (nu Ukraina), är en ukrainsk politiker. Han var tidigare Ukrainas premiärminister.

## Bakgrund
Hrojsman växte upp i en ashkenazisk-judisk familj i Vinnytsia. Hans far, Borys Isakovytj Hrojsman, var affärsman. Modern, Zhanna Israelevna Hrojsman, var lärare i ryska språket och rysk litteratur. Hrojsman talar flytande ryska och ukrainska.
Han är gift och har tre barn.

## Politisk karriär
14 april 2016 blev Hrojsman vald till Ukrainas premiärminister, en position han hade fram till 29 augusti 2019. När Volodymyr Zelenskyj blev vald till landets president 2019 blev Ukraina det första landet i världen efter Israel att ha både en judisk statschef och regeringschef. Hrojsman var Ukrainas andra judiska premiärminister; den första var Juchym Zvjahilskyj.
Hrojsman var talman i det ukrainska parlamentet från 2 december 2014 tills han blev premiärminister 2016. Han var innan det från 27 februari 2014 vice premiärminister i Ukraina, med ansvar för bland annat regional utveckling och bostadsbyggande. Hrojsman var tidigare även borgmästare i Vinnytsia.